# Carlos Minc
Carlos Minc Baumfeld (Rio de Janeiro, 12 de julho de 1951) é um geógrafo, professor, ambientalista, político, ex-guerrilheiro e economista brasileiro, filiado ao Partido Socialista Brasileiro. É deputado estadual do Rio de Janeiro desde 1986, tendo ocupado os cargos de secretário estadual do Meio Ambiente e ministro do Meio Ambiente no período.

## Biografia
Descendente de família judaica, aos dezoito anos, cursando o Colégio de Aplicação da UFRJ, foi vice-presidente da Associação Municipal dos Estudantes Secundaristas (AMES-Rio), cargo de liderança no meio estudantil em plena ditadura militar.
Ex-guerrilheiro, por sua participação em atos da esquerda armada contra o regime foi preso em 1969. Integrante da organização clandestina VAR-Palmares, onde militou ao lado de Dilma Rousseff, participou em 18 de junho de 1969, na cidade do Rio de Janeiro, do roubo de um cofre pertencente ao ex-governador de São Paulo Ademar de Barros (considerado pela guerrilha como símbolo da corrupção), de onde foram retirados 2,5 milhões de dólares.
Foi libertado em 1970, juntamente com outros 40 prisioneiros políticos libertados em troca do embaixador da então Alemanha Ocidental, Ehrenfried von Holleben, que fora sequestrado pela Vanguarda Popular Revolucionária (VPR) e pela Ação Libertadora Nacional (ALN), e exilado. Retornou ao Brasil em 1979 através das concessões da lei da anistia.
Em 1978 Minc terminou o curso de mestrado em Planejamento Urbano e Regional, pela Universidade Técnica de Lisboa. Doutorou-se em Economia do Desenvolvimento na Universidade de Paris, em 1984.
É membro-fundador do Partido Verde (PV), juntamente com Fernando Gabeira e Alfredo Sirkis, tendo sido eleito deputado estadual em 1986. Em 1989, por ocasião das eleições presidenciais daquele ano, rompeu com Gabeira, que era candidato pelo PV, e passou a apoiar Luiz Inácio Lula da Silva, filiando-se ao PT, legenda na qual se abrigou até 2016, quando deixou o partido e se filiou ao PSB. Foi reeleito deputado estadual em 1990, 1994, 1998 e 2002.
Defensor do socialismo libertário, Minc também declara que uma de suas bases programáticas é o direito das minorias e o meio ambiente.
É autor de inúmeras leis aprovadas pela Assembleia Legislativa do Rio de Janeiro, das quais muitas são voltadas para a defesa do meio ambiente enquanto outras têm mais a ver com a cidadania. Recebeu o Prêmio Global 500, concedido pela ONU às pessoas que se destacaram na defesa do meio ambiente em âmbito mundial.
Nas eleições de 2006 reelegeu-se consecutivamente mais uma vez para o cargo de deputado estadual, somando 78.311 votos.

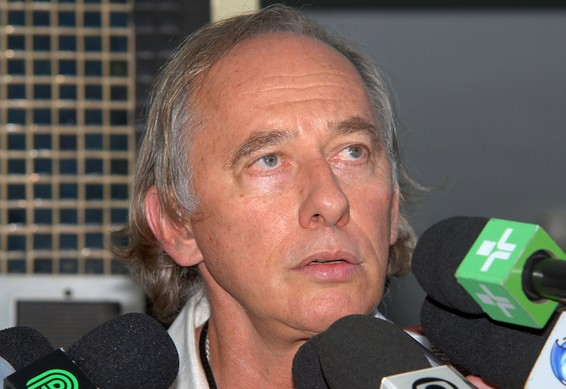
Minc como secretário estadual do meio ambiente

O governador do estado do Rio de Janeiro, Sérgio Cabral Filho, em 22 de novembro de 2006, confirmou a nomeação de Minc para o cargo de secretário do Meio Ambiente.
Com o pedido de demissão da ministra do Meio Ambiente, Marina Silva, em 13 de maio de 2008, foi convidado para assumir o ministério. O convite foi anunciado oficialmente no dia seguinte. A cerimônia de posse ocorreu em 27 de maio de 2008 no Palácio do Planalto.
| “ | O Rio de Janeiro eu conheço muito bem, mas o Brasil eu conheço muito mal. | ” |

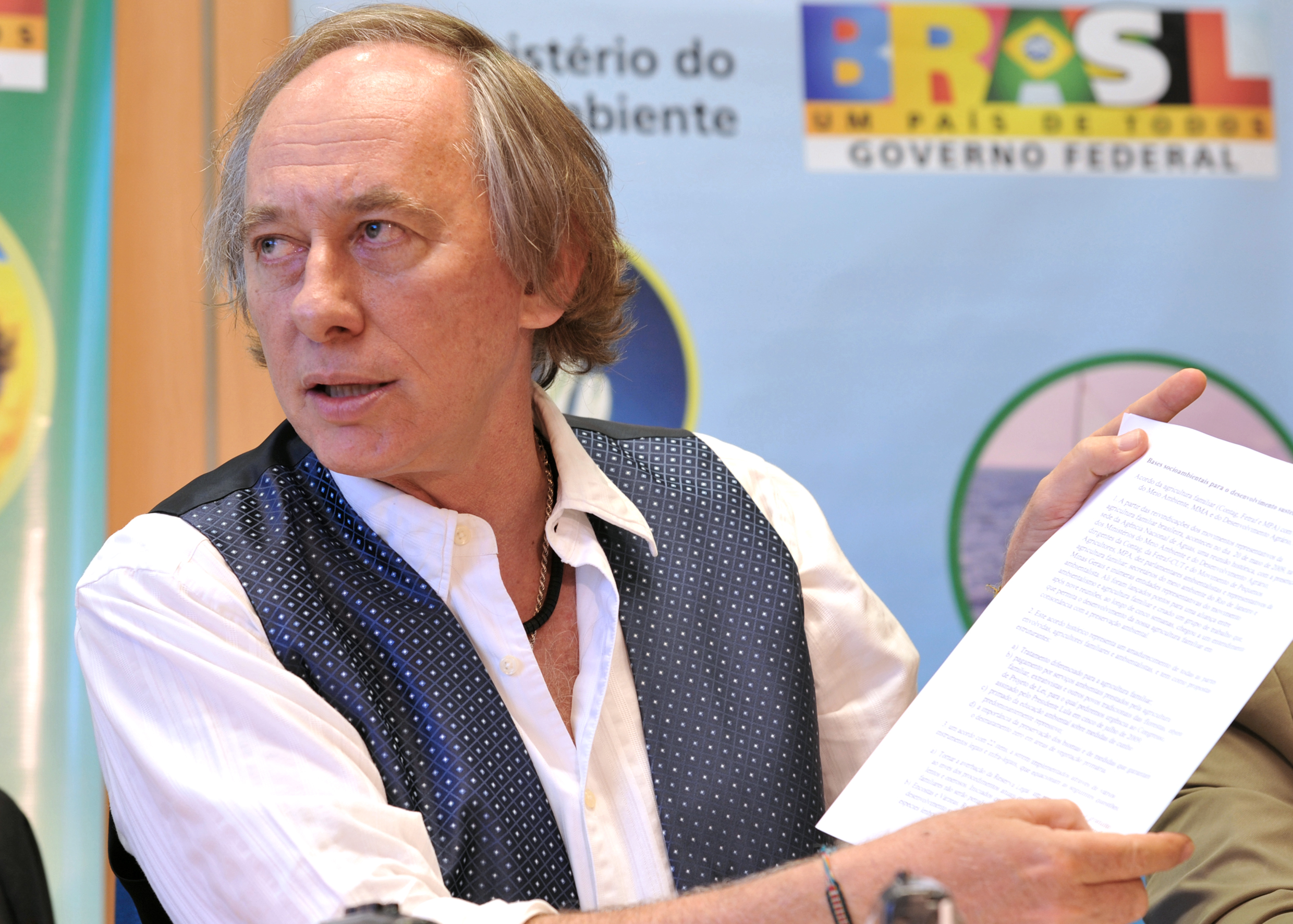
Carlos Minc, então ministro do meio ambiente

Em 31 de março de 2010 deixou o ministério para concorrer novamente ao cargo de deputado estadual. Reelegeu-se ao cargo na ALERJ, pelo PT, com 87.210 votos.
Em janeiro de 2011, assumiu pela segunda vez o cargo de Secretário do Ambiente do Estado do Rio de Janeiro. Em abril de 2014, retomou seu mandato na ALERJ.
Nas eleições de 2018, Carlos Minc foi reeleito deputado estadual para a 12ª legislatura da ALERJ pelo Partido Socialista Brasileiro (PSB), com 38.416 votos. Nas eleições de 2022, Minc foi novamente reeleito pelo PSB, com 54.942 votos.
Em fevereiro de 2024, votou contra a manutenção do mandato da deputada Lucinha, que havia sido afastada do cargo pelo Tribunal de Justiça do estado, acusada de possuir ligações com milicianos.

## Obras

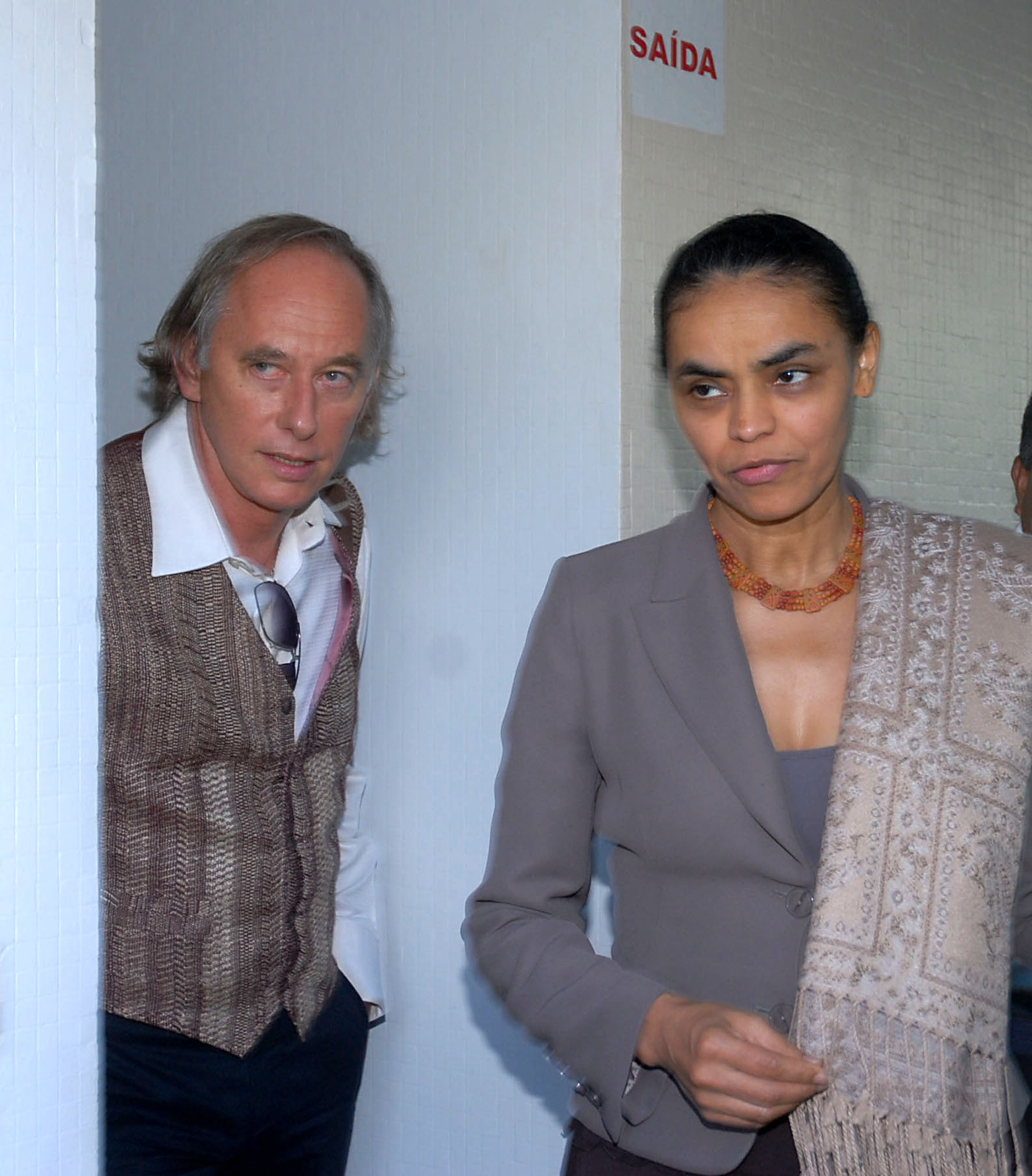
Marina Silva e Carlos Minc se reúnem em Brasília.

Além de sua atuação política, é professor da UFRJ do Departamento de Geografia, sendo autor de várias obras:
- Como Fazer Movimento Ecológico (Vozes; 1985)
- A Reconquista da Terra (Zahar; 1986)
- Ecologia e Política no Brasil (Espaço e Tempo/Iuperj; 1987), organizado por José Augusto Pádua, em coautoria com Fernando Gabeira e outros estudiosos
- Despoluindo a Política (Relume Dumará)
- Ecologia e Cidadania (Editora Moderna; 1997)

## Controvérsias

### Relatório sobre transações bancárias suspeitas
Em dezembro de 2018, veio à tona um relatório de 422 páginas do Conselho de Controle de Atividades Financeiras (Coaf) que havia sido anexado pelo Ministério Público Federal à investigação que origem à Operação Furna da Onça e que ganhou grande repercussão nacional por envolver um ex-assessor parlamentar de Flávio Bolsonaro, filho do presidente Jair Bolsonaro. O documento reúne informações a respeito de operações bancárias de 75 funcionários e ex-servidores da Assembleia Legislativa do Estado do Rio de Janeiro (Alerj) citadas em comunicados sobre transações financeiras suspeitas. As operações suspeitas, que envolvem pessoas que trabalham ou trabalharam em 20 gabinetes de deputados estaduais do Rio de Janeiro de diferentes matizes ideológicas, totalizam mais de 207 milhões de reais.
O relatório do Coaf apontou que funcionários do gabinete de Carlos Minc na Alerj movimentaram um total de 16 milhões de reais entre janeiro de 2016 e janeiro de 2017. Por meio de nota, Minc afirmou que não houvera depósitos na conta dele ou de parentes e que o volume total da movimentação, além dos salários de cada assessor, inclui aposentadorias, aluguéis, outros rendimentos, empréstimos, compras e vendas, dívidas quitadas e financiamentos. Já o Ministério Público Federal, em nota, esclareceu que nem todas as movimentações atípicas citadas no documento seriam, necessariamente, ilícitas.
Em janeiro de 2021, a Procuradoria-Geral de Justiça do Rio de Janeiro arquivou o inquérito da suposta “rachadinha” de Minc sem encontrar indícios de crimes contra o deputado e seus assessores.

### Depoimento de Carlos Miranda
Em depoimento prestado à Justiça Federal, segundo uma nota publicada na coluna de Lauro Jardim no jornal O Globo em 16 de dezembro de 2018, Carlos Emanuel de Carvalho Miranda, ex-operador financeiro de Sérgio Cabral, afirmou que Carlos Minc, quando era titular da Secretaria de Estado do Ambiente (SEA), teria recebido uma certa quantia de propina do Grupo Queiroz Galvão em razão das obras de dragagem no "Canal do Cunha" e de construção da Ponte do Saber. O valor total da propina paga, 300 mil reais, teria sido repartido entre Minc e Marilene Ramos, que era presidente do Instituto Estadual do Ambiente (Inea) na ocasião relatada.
No mesmo dia da publicação da nota, Carlos Minc rebateu as declarações de Carlos Miranda. O político alegou que Miranda disse que soubera de alguém da Queiroz Galvão que teria pago propina a ele e a Marilene mas que não sabia quando, onde e de que forma o valor teria sido repassado aos dois. De acordo com Minc, a obra de dragagem do "Canal do Cunha" foi licitada por uma fundação ligada à Universidade Federal do Rio de Janeiro (UFRJ) e não pela Secretaria de Estado do Ambiente. Além disso, o deputado estadual afirmou que estava à frente do Ministério do Meio Ambiente na época em que a obra do canal foi licitada.
Anteriormente, Carlos Miranda havia afirmado em sua delação premiada que Carlos Minc e Marilene Ramos teriam recebido uma quantia de 300 mil reais do Grupo Queiroz Galvão. Na época, Minc declarou que recebeu uma doação de campanha da Queiroz Galvão por intermédio do Partido dos Trabalhadores (PT) e que a declarou na prestação de contas.